# エフレン・エスキビアス
エフレン・エスキビアス（Efrain Esquivias、1983年7月5日 - ）は、アメリカ合衆国の男性プロボクサー。カリフォルニア州カーソン出身。元NABF北米スーパーバンタム級王者。トレーナーはフレディ・ローチ。

## 来歴
2006年エスキビアスは全米ゴールデングローブスのバンタム級部門に出場し優勝を飾った実績がある。
2007年9月13日、地元カーソンでプロデビュ戦を行い4回判定勝ちを収めデビュー戦を白星で飾った。
2010年11月12日、ビセンテ・アルファロと対戦し5回48秒KO勝ちを収めた。
2011年8月19日、オメガ・プロダクトス・インターナショナルにてファン・ルイスと対戦。この試合は空位のNABF北米スーパーバンタム級王座がかかった試合だった。しかし前日計量でエスキビアスが計量をクリアできず急遽ノンタイトル戦になった。計量ミスのうっ憤を晴らすべく一方的にルイスを打ちまくり3-0(2者が99-91、97-93)の判定勝ちを収めた。
2011年11月4日、カリフォルニア州オンタリオのドウブレットリー・ホテルにて、フェルナンド・ベルトランと仕切り直しのNABF北米スーパーバンタム級王座決定戦を行い、4回偶然のバッティングでエスキビアスの左目の上をカットし出血に悩まされたが8回にダウンを奪って2-0(97-92、96-93、95-95)の判定勝ちを収め王座獲得に成功した。
2012年6月23日、スポーツマンズ・ロッジにて元WBA世界スーパーバンタム級王者リコ・ラモスと対戦し、ラモスのスピードを生かしたアウトボクシングに翻弄され、エスキビアスも積極的に攻めるもなかなか攻撃が届かず0-2(2者が74-78、76-76)の判定負けを喫しプロ初黒星を喫した。
NABFが防衛戦を行っていないエスキビアスのNABF北米スーパーバンタム級王者を剥奪した。
2012年9月21日、チュマッシュ・カジノにてジョナサン・ロメロとIBF・WBO世界スーパーバンタムノニト・ドネアの挑戦権がかかった試合だった。エスキビアスが同様積極的に攻めるがアマチュアでの経験が豊富なロメロの技巧に苦しめられた。7回終了時に終了のゴング後にエスキビアスがロメロにパンチを放ったため減点を科した。その後もロメロを捕えきれず0-3(2者が108-119、107-120)の大差判定負けを喫した
2013年6月28日、ビクター・サンチェスと対戦するが2回偶然のバッティングにより試合終了。規定により引き分けに終わった。
2013年9月7日、インディオにあるファンタジー・スプリングスカジノにて元世界2階級制覇王者であるラファエル・マルケスと対戦した。試合前の前評判は圧倒的にマルケスが優位だった。試合は序盤から一方的にマルケスが打撃戦でリードを広げた。5回からはエスキビアスが打撃戦で盛り返し的確なパンチでマルケスにダメージを蓄積させていった。9回マルケスが前のめりに攻めてきたところにエスキビアスが右カウンターとなるストレートをマルケスの顔面に当てるとマルケスは前のめりにダウン。起き上がるもふらついたところでレフェリーストップがかかり9回19秒KO勝ちを収め、WBCでランカーに復帰することに成功した。一方マルケスは試合後眼孔を骨折しておりこのまま現役を引退した。

## 獲得タイトル
- NABF北米スーパーバンタム級王座